# 北斗の拳外伝 天才アミバの異世界覇王伝説
『北斗の拳外伝 天才アミバの異世界覇王伝説』（ほくとのけんがいでん てんさいアミバのいせかいはおうでんせつ）は、原案：武論尊・原哲夫、原作：錦ソクラ、作画：なっとうごはんによる日本の漫画作品。『北斗の拳』のスピンオフ作品。『月刊コミックゼノン』（コアミックス）にて、2021年12月号から2025年1月号まで連載。連載開始時のタイトルは『北斗の拳外伝 天才アミバの異世界覇王伝説 異世界に行ってもおれは天才だ!! ん!? まちがったかな…』。
『北斗の拳』と異世界転生モノが合体されている作品。

## ストーリー
199ｘ年、世界は核の炎につつまれたという冒頭から始まる。北斗神拳、南斗聖拳を使いこなす男アミバがケンシロウとの闘いで敗北する。そのときにアミバが転落死してしまうところでアミバは目覚める。彼は夢を見ていたのか、天国へ行ったのか分からず、とりあえず生き延びたことに感動した。その後にドラゴンが一斉に飛び立っているのを見て、アミバは異世界に転生したことを知った。「第一話」ここから彼の冒険譚は始まる。　　

## 登場人物
アミバ
自称 天才と名乗る。ケンシロウとの闘いで敗北したことで本来なら転落死して物語が終わってしまうが、ある理由がきっかけで異世界に転生してしまう。

ケンシロウ
アミバとの闘いで勝利した北斗の拳の主人公。

リリン
見た目は可愛らしい姿をしているが、アミバに暴言や軽蔑をするほど男勝りなキャラクター。第二話から登場。初登場したときから「フレイムバーム」という火炎魔法を使っていた。アミバを「おじさん」と呼ぶ。

その他のキャラクター
トキ「トルーキン」バット「パット」など、原作に登場した名前を変えたキャラクターが登場する。　　　　　　　

### 敵キャラクター
ゴブリン
小型モンスター。知能が低く、集団で行動する。髪型がモヒカン。ゴブリン達を率いるモンスターにKING (北斗の拳)を模したキャラクターが登場する。　　　　

ドラゴン
アミバが目覚めたときに飛んでいたモンスター。また、アミバが暴走した個体を撃破した。

キノコックス
アミバがトルーキンから逃れて遭難したときに見つけたキノコ型の生き物。猛毒があり、獲物に寄生する。アミバはそれを見つけたときには、毒があるかもしれないと食べるのを一時期やめようとしたときがあったが、試しに少しかじるのならと考えて一つかじった。濃厚な味と芳醇な香りでアミバは病みつきと化した。その後にアミバはキノコックスの毒にあたり、ケンシロウやトキが出てくる幻覚に悩まされた。

## 技
アミバが関わった技、本作品と北斗の拳で出てきた技。
二指煉獄破
リリンがアミバに教えた火炎魔法「ノクトルカ」をアミバが名前を変えることで完成した技。名前が強そうな割に小さな火の玉が出るだけで焚き火の火も起こすことができない。

鷹爪三角脚
アミバが使う技。壁をキックし、その勢いで相手を狙う技で、その姿が獲物を狙う鷹のようだったが、ケンシロウとの闘いで難なくかわされてしまう。

新アミバ流北斗神拳二指怨霊破
アミバが使用する北斗神拳と「ノクトルカ」が合わさった必殺技。

フレイムバーム
リリンが習得した火炎魔法。リリンがフレイムバームを発射している姿に感激したアミバが教えてほしいとせがんだが、リリンはあっさりと断った。

## 作風
連載開始の広告が公開された際には、「アミバが主役の異色作」として話題となった。ライターの高塔琳子によると、本作は「魔法学校などやりたい放題なノリと勢いながらも、読んでいるうちに不思議とアミバが好きになってしまう魅力ある作品」である。異世界の設定でありつつ、でかいババァや種モミじいさん、リン似の魔法使いや記憶喪失のジャギなど、馴染みのあるキャラクターが登場する。

## 書誌情報
- 武論尊、原哲夫（原案）・錦ソクラ（原作）・なっとうごはん（作画）『北斗の拳外伝 天才アミバの異世界覇王伝説』コアミックス〈ゼノンコミックス〉、全9巻
  1. 2022年4月20日発売[1][5]、ISBN 978-4-86720-362-0
  2. 2022年8月20日発売[6]、ISBN 978-4-86720-407-8
  3. 2022年12月20日発売[7]、ISBN 978-4-86720-452-8
  4. 2023年4月20日発売[8]、ISBN 978-4-86720-497-9
  5. 2023年9月13日発売[9]、ISBN 978-4-86720-562-4
  6. 2023年12月20日発売[10]、ISBN 978-4-86720-598-3
  7. 2024年5月20日発売[11]、ISBN 978-4-86720-640-9
  8. 2024年9月20日発売[12]、ISBN 978-4-86720-686-7
  9. 2025年1月20日発売[13]、ISBN 978-4-86720-727-7

## イベントなど
2022年12月22日、ゲーム『Fit Boxing 北斗の拳 〜お前はもう痩せている〜』が国内で発売となり、同日にゲームの公式サイトにて同作と本作のコラボレーション漫画を公開。「異世界でぽっちゃりしてしまったアミバ」がゲームで変化するストーリーが描かれている。マンガアプリ「マンガほっと」でも、同年12月26日より公開された。
2023年4月1日よりゲーム『北斗の拳 LEGENDS ReVIVE』内で外伝イベントが開催され、本作が登場している。